# Sabulodes thermidora
Sabulodes thermidora là một loài bướm đêm trong họ Geometridae.